# Ludwig Schwarz
Ludwig Schwarz (Most pri Bratislave, 4 giugno 1940) è un vescovo cattolico austriaco.

## Biografia
Ha studiato filosofia a Unterwaltersdorf, teologia a Klagenfurt e dal 1961 al 1964 a Benediktbeuern. Il 29 giugno 1964 ha ricevuto l'ordinazione sacerdotale.
In seguito ha prestato servizio per breve tempo come viceparroco alla parrocchia Don Bosco di Graz. Quindi ha studiato filologia classica e archeologia all'Università di Vienna ed è stato cappellano dell'ospedale del Sacro Cuore di Gesù (Herz Jesu-Spital). Nel 1970 ha conseguito il dottorato in filosofia. Dal 1969 al 1978 è stato rettore del seminario interdiocesano di Horn, quindi fino al 1984 provinciale della provincia salesiana austriaca con sede a Vienna.

## Incarichi
Nel 1984 è diventato direttore del convitto internazionale "Don Bosco" presso la Pontificia Università Salesiana a Roma.
Dal 1985 ha insegnato in quest'università filologia classica e cristiana. Dal 1993 è stato provinciale della provincia salesiana romana.
Dal febbraio 1999 al febbraio 2005 è stato direttore nazionale delle missioni pontificie in Austria (Missio-Austria).
Il 15 ottobre 2001 papa Giovanni Paolo II lo ha nominato vescovo ausiliare di Vienna e vescovo titolare di Simidicca. Ha ricevuto la consacrazione episcopale il successivo 25 novembre.
Il 6 luglio 2005 è stato eletto vescovo di Linz, rimanendo in questo servizio fino alle dimissioni, accettate il 18 novembre 2015.

## Genealogia episcopale
La genealogia episcopale è:
- Cardinale Scipione Rebiba
- Cardinale Giulio Antonio Santori
- Cardinale Girolamo Bernerio, O.P.
- Arcivescovo Galeazzo Sanvitale
- Cardinale Ludovico Ludovisi
- Cardinale Luigi Caetani
- Cardinale Ulderico Carpegna
- Cardinale Paluzzo Paluzzi Altieri degli Albertoni
- Papa Benedetto XIII
- Papa Benedetto XIV
- Papa Clemente XIII
- Cardinale Bernardino Giraud
- Cardinale Alessandro Mattei
- Cardinale Pietro Francesco Galleffi
- Cardinale Giacomo Filippo Fransoni
- Cardinale Carlo Sacconi
- Cardinale Edward Henry Howard
- Cardinale Mariano Rampolla del Tindaro
- Cardinale Rafael Merry del Val
- Cardinale Raffaele Scapinelli di Leguigno
- Cardinale Friedrich Gustav Piffl
- Vescovo Michael Memelauer
- Cardinale Franz König
- Cardinale Hans Hermann Groër, O.S.B.
- Cardinale Christoph Schönborn, O.P.
- Vescovo Ludwig Schwarz, S.D.B.